# Rung, ồn và độ bền
Rung, ồn và độ bền (NVH), còn được gọi là rung và ồn (N&V), là nghiên cứu và sửa đổi đặc tính tiếng ồn và độ rung của xe, đặc biệt là xe hơi và xe tải. Trong khi rung và ồn có thể dễ dàng đo được, độ bền là đặc tính chủ quan, và được đo thông qua đánh giá "jury", hoặc với các công cụ phân tích có thể cung cấp kết quả phản ánh ấn tượng chủ quan của con người. Những công cụ sau cùng thuộc về lĩnh vực được gọi là "psychoacoustics."
NVH bên trong đề cập đến tiếng ồn và độ rung của những người ở trong cabin, trong khi NVH bên ngoài phần lớn liên quan đến tiếng ồn phát ra từ xe, và bao gồm thử nghiệm tiếng ồn do lái xe.
NVH chủ yếu là kỹ thuật, nhưng các phép đo khách quan thường không dự đoán được hoặc tương quan tốt với ấn tượng chủ quan về quan sát con người. Ví dụ, mặc dù phản ứng của tai ở mức độ ồn vừa phải xấp xỉ bằng A-weighting, hai tiếng ồn khác nhau với cùng một mức độ trọng số A không nhất thiết đáng lo ngại. Lĩnh vực psychoacoustics là một phần quan tâm đến mối tương quan này.
Trong một số trường hợp, kỹ sư NVH cần thay đổi chất lượng âm thanh bằng cách cộng hoặc trừ các sóng hài đặc biệt, thay vì để chiếc xe yên tĩnh.